# Dierogekko poumensis
Dierogekko poumensis — вид геконоподібних ящірок родини диплодактилідів (Diplodactylidae). Ендемік Нової Каледонії.

## Поширення і екологія
Dierogekko poumensis відомі за типовим зразком, зібраним в гірському масиві Пум на крайній півночі Нової Каледонії. Вони живуть в залишках тропічних лісів та в чагарникових заростях макі, що ростуть серед скель, на висоті від 10 до 415 м над рівнем моря. Ведуть нічний, деревний спосіб життя: вдень ховаються під камінням, а вночі залазять на рослинність.

## Збереження
МСОП класифікує цей вид як такий, що перебуває на межі зникнення. Dierogekko poumensis загрожує знищення природного середовища та хижацтво з боку інвазивних кішок і мурах Wasmannia auropunctata.